# 順天堂大学硬式野球部
順天堂大学硬式野球部（じゅんてんどうだいがくだいがくこうしきやきゅうぶ、Juntendo University Baseball Team）は、東都大学野球連盟に所属する大学野球チーム。順天堂大学の学生によって構成されている。
部の特徴として、専任監督を置かずに毎年4年生から選出された学生監督が指揮している。硬式野球部としての競技推薦入学はなく、東都大学野球では1部リーグの経験はないが、中学、高校野球には多くの指導者を輩出している。

## 歴史
- 1955年創部[1]。千葉県大学野球連盟に所属。
- 1958年に千葉県大学連盟を脱退し、東都大学野球連盟の準加盟となる。
- 1984年春季リーグ戦で3部優勝し、入替戦を経ず自動的に2部昇格を果たす（2部に在籍していた拓殖大学が1年間の出場停止となっていたため）。
- 1985年秋季リーグで初の2部5位となる（翌86年春季も5位だが、この時は国士舘大学が出場停止中だったため、2部は5校のみ）。この2部5位が現時点における最高順位である。
- 1986年秋季リーグ戦で2部最下位になり、入替戦で国士舘大学に敗れ3部降格。
  - 以後、3部において大正大学と2強時代に入るが、3部優勝を果たしても入替戦で敗れる時期が続く。
- 1999年秋季3部リーグ戦で優勝し、入替戦で拓殖大学を破り2部昇格。
- 2000年春季2部リーグ戦で最下位になり、入替戦で拓殖大学に敗れ3部降格。
- 2000年秋季3部リーグで優勝し、入替戦で拓殖大学を破り2部昇格。
- 2001年春季2部リーグで最下位になり、入替戦で拓殖大学に敗れ3部降格。
- 2002年秋季3部リーグ戦で優勝し、入替戦で東京農業大学を破り2部昇格。
- 2003年春季2部リーグ戦で最下位になり、入替戦で東京農業大学に敗れ3部降格。
  - 以後、2004年秋季、2005年春季、2006年秋季、2010年春季、2011年秋季～2013年春季（4連覇）と3部リーグ戦で優勝しているが、2部昇格を果たせないでいる。

## 本拠地
- さくらキャンパス内プレイグランド（千葉県印西市）
  - オープン戦などは近隣の公営球場で実施している。

1年次は、大学の規定で医学部とスポーツ健康科学部の全学生がさくらキャンパス内の寮生活となるが、野球部専用寮はない。

## 記録
- 3部リーグ優勝　24回（リーグ2位）
- 4部リーグ優勝　7回（準加盟リーグ時代1回を除く）

## OB
- 鈴木春祥（元中越高校野球部監督）
- 長尾健司（県立高松商業高校野球部監督）
- 進藤義法（NTT信越硬式野球クラブ、第78回都市対抗野球大会出場）
- 日下広太（石川ミリオンスターズ）
- 片山享（俳優）